# Manami
Manami（マナミ）は、沖縄県出身の女性歌手。 プロデュースは、実の弟である「Daisuke Nakamura(中村泰輔)」である。

## 人物
4歳頃まで沖縄で育ち、東京に移り住む。中学、高校時代はバスケットボール部でキャプテンを務めた時期もあったが、キャプテンであったにもかかわらずスタートメンバーになれなかったためショックを受け、このことから負けず嫌いの性格が強くなった。大学時代の部活は趣味のダンスに打ち込み、さらに19歳の頃には歌って踊れる歌手を目指すようになった。
2008年2月よりファレル・ウィリアムスが主宰したアジアの歌姫を発掘するオーディション「STAR BAPE® SEARCH」で、約1,700名の中から4度にわたる審査を通過して合格。2009年10月にファレルとの楽曲『Back Of My Mind』を23か国のiTunes Storeで配信し、デビュー。
最も好きな音楽はゴスペル。
2010年から2016年、オリオンビール「サザンスター」のメインキャラクターとしてCMに出演し、楽曲も採用される。
2016年から2018年夏期、オリオンビール「サザンスター」のCM曲に、「踊れティーダ」が採用される。
2018年7月、オリオンビール「麦職人」のCM曲に「WANDA / Manami × DIAMANTES」が採用される。
2018年冬期、オリオンビール「サザンスター」のCM曲に、「so fresh」が採用される。

## ディスコグラフィ

### シングル
| 枚  | リリース日     | タイトル             |
| --- | -------------- | -------------------- |
| 1st | 2009年10月21日 | Back Of My Mind      |
| 2   | 2010年1月27日  | Hold Back            |
| 3   | 2010年6月9日   | Yellow Stop          |
| 4   | 2010年9月22日  | Miss Little Voice    |
| 5   | 2010年12月1日  | 遠い記憶             |
| 6   | 2011年6月29日  | ベストフレンド       |
| 7   | 2015年7月8日   | 昨日の僕を越えていく |

### アルバム
| 枚  | リリース日    | タイトル        |
| --- | ------------- | --------------- |
| 1st | 2012年7月4日  | ファンファーレ  |
| 2   | 2013年7月10日 | Jungolden Night |
| 3   | 2014年8月6日  | シャングリラ    |
| 4   | 2016年7月6日  | 踊れティーダ    |

### コラボ作品
| リリース日    | タイトル                   |
| ------------- | -------------------------- |
| 2014年3月12日 | TWO / AWICH + Manami       |
| 2015年8月27日 | RADIO / AWICH + Manami     |
| 2018年8月1日  | WANDA / Manami × DIAMANTES |

## ラジオ番組
- MUSIC WONDERLAND 火曜日 (J-WAVE, 2010年4月6日 - 2012年6月26日)